# Myriocarpa cordifolia
Myriocarpa cordifolia är en nässelväxtart som beskrevs av Frederik Michael Liebmann. Myriocarpa cordifolia ingår i släktet Myriocarpa och familjen nässelväxter. Inga underarter finns listade i Catalogue of Life.